# آلبر دبورژی
آلبر دبورژی (فرانسوی: Albert Deborgies‎; ۶ ژوئیه ۱۹۰۲ – ۶ ژوئن ۱۹۸۴) بازیکن واترپلو اهل فرانسه بود.
وی در مسابقات کشوری و بین‌المللی در مجموع برندهٔ ۱ مدال طلا شده‌است.